# Bandera d'Alcoletge

## Descripció
Bandera apaïsada, de proporcions dos d'alt per tres de llarg, groga, amb el castell obert negre de l'escut de l'altura 9/12 de la del drap i amplada 6/18 de la llargària del mateix drap, al centre, i els dos oms negres de l'escut, cadascun d'alçada 2/6 de la del drap i amplada 3/18 de la llargària del mateix drap, un al centre del primer terç vertical i l'altre al centre del tercer terç.

## Història
Es va publicar en el DOGC el 26 de maig del 2000.